# La Mano (Botero)
La Mano es una escultura del artista colombiano Fernando Botero que representa una mano humana. Esta obra no es un regalo del escultor a la ciudad de Madrid a diferencia de La Mujer con Espejo de Botero, sino que fue adquirida por Telefónica y posteriormente cedida al Ayuntamiento de Madrid, aun así Telefónica sigue conservando su propiedad. Se encuentra en el Paseo de la Castellana, en Madrid, España.

## Descripción
Es de grandes proporciones, aproximadamente es tan alta como una persona de pie. El ademán airoso y grácil de todo ese conjunto de dedos lo convierten en una obra singular. Está hecha en metal y no está pintada, que le da el color oscuro del material. 